# Hesperidanthus argillaceus
Hesperidanthus argillaceus är en korsblommig växtart som först beskrevs av Stanley Larson Welsh och N.Duane Atwood, och fick sitt nu gällande namn av Al-shehbaz. Hesperidanthus argillaceus ingår i släktet Hesperidanthus och familjen korsblommiga växter. Inga underarter finns listade i Catalogue of Life.

## Bildgalleri

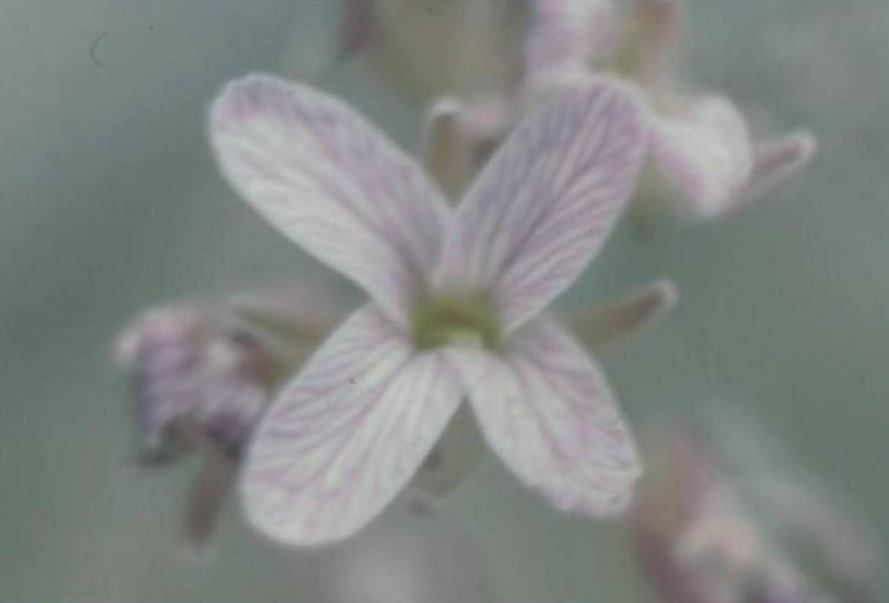